# Rižana
Rižana je vas v  Slovenski Istri, ki upravno spada pod Mestno občino Koper.  Leži pod Kraškim robom v dolini reke Rižane. Na 46 metrih nadmorske višine je razpotegnjena vzdolž hriba Rožar, ob regionalni cesti Ljubljana-Koper, kar je do izgradnje zadnjega kraka bližnje državne avtoceste A1 pomenilo težko prometno obremenitev kraja.
Vaški zaselki so Bižaji, Paluzi, Santini in Tinčki. Hiše so večinoma nadstropne in stare, a obnovljene. Ena od njih naj bi bila stara več od 600 let. Večina ljudi zaradi dela dnevno migrira v večje kraje, predvsem Koper. Število slednjih je sicer močno naraslo po drugi svetovni vojni, zatem pa upadalo, vas danes šteje 107 prebivalcev.
Po vasi in njeni okolici se razprostirajo vrtovi in sadovnjaki, ohranjen je star vodni mlin. Rižana ima svoj vodovod od leta 1935, pred tem so prebivalci zajemali vodo iz reke ali iz vaške štirne.